# Xian de Hoxud
Cette page contient des caractères spéciaux ou non latins. S’ils s’affichent mal (▯, ?, etc.), consultez la page d’aide Unicode.
Le xian de Hoxud (和硕县 ; pinyin : Héshuò Xiàn ; ouïghour : خوشۇت ناھىيىسى / Hoşut Nahiyisi) est un district administratif de la région autonome du Xinjiang en Chine. Il est placé sous la juridiction de la préfecture autonome mongole de Bayin'gholin.

## Démographie
La population du district était de 61 861 habitants en 1999.